# Clayton (village, New York)
Pour les articles homonymes, voir Clayton.
Ne doit pas être confondu avec Clayton (New York).
Clayton est un village situé dans le comté de Jefferson, dans l'État de New York, aux États-Unis,. En 2010, il comptait une population de 1 978 habitants.

## Démographie
Lors du recensement de 2010, le village comptait une population de 1 978 habitants. Elle est estimée, en 2019, à 1 834 habitants.